# 連線朋友I.O.I
《連線朋友I.O.I》（韓語：랜선친구 아이오아이）是韓國Mnet的綜藝節目，由I.O.I小分隊的成員林娜榮、金請夏、周潔瓊、金素慧、磪有情、金度延、全昭彌出演。為I.O.I小分隊以新曲〈Whatta Man (Good man)〉回歸前的真人秀綜藝節目，成員們將展示各自不同的個性和魅力，同時也將會展現成員們真實的日常生活。
- 第二集邀請共同出演的來賓：金昭希、朴昭妍、有吉理沙、李秀炫、李海仁、鄭恩宇、韓慧利。